# عدنان الشواشي
عدنان الشواشي (1951)، ملحن ومطرب تونسي، يُعد من أبرز فناني تونس منذ أوائل السبعينات، ولد في مدينة باجة بتونس، ,عرف بغنائه مع الأطفال رفقة سنية مبارك وأنيس الصيادي.

## أغانيه
من أشهر أغانيه:
- أحكي لي عليها يا بابا، وقد أداها مع سنية مبارك.[3][4]
- يا بابا الله يخليك
- يا ام العيون السود.
- ابكي يا عين لا لوم عليا

- ريحان
- ما دايمة لحد
- أنا حاطط ايدي على خدي.